# Protogène
Protogène ou Protogénès (en grec ancien : Πρωτογένης) est un peintre grec de la seconde moitié du IVe siècle av. J.-C.
Né à Caunos en Carie, il a vécu surtout à Rhodes où il acquiert une grande réputation qui fait de lui le rival d'Apelle, si bien que quand Démétrios Poliorcète assiège Rhodes vers 304, il respecte sa maison qui est située au milieu du camp ennemi, et le traite avec beaucoup d'égards.
Protogène est connu par ses contemporains pour son extrême minutie. Selon les sources, il a mis, soit sept ans, soit onze ans, à exécuter son tableau de Ialysos (Jalyse), représentant le héros éponyme de la ville de l'île de Rhodes. Considéré comme son chef-d'œuvre, ce tableau est apporté à Rome par Cassius et placé dans le temple de la Paix, où il a brûlé avec ce temple sous Commode. Un autre exemple, cité par Pline l'Ancien, évoque  un tableau avec un chien de chasse pour lequel Protogène ne parvenait pas à reproduire l'écume sortant de la bouche de l'animal, après de nombreuses tentatives avec différents pinceaux et peintures, il jeta de colère une éponge sur le tableau et par hasard obtient ce qu'il cherchait,.
Aucune de ses peintures n'a été conservée.

## Œuvres
- Satyre au repos, une de ses dernières œuvres,
- portraits d'Alexandre le Grand, du poète Philiscos, de la mère d'Aristote, d'un Athlète, du roi Antigone,
- sujets mythologiques : Pan, Cydippe et Tlépolème,
- à Athènes, un tableau représentant la Paralienne et l'Ammonienne placé aux Propylées, et un tableau représentant le collège des Thesmothètes placé dans la salle de la Boulè[3].
- des statues de bronze représentant des athlètes, des gens armés, des chasseurs et des sacrificateurs[4].